# Милославский, Фёдор Яковлевич
Милославский (иначе Милославской) Фёдор Яковлевич (? — 1664/1665) — российский государственный деятель. Окольничий, воевода, посол.

## Происхождение
Фёдор Яковлевич происходил из третьей ветви рода Милославских (происходившей от Федора Терентьевича Милославского). Он был сыном Милославского Якова Михайловича (-1643/1644), бывшего воеводой в Сапожке, Тотьме и Яренске. А дед Фёдора Яковлевича — Михаил (в крещении Иван) Васильевич был участником первого ополчения и воеводой в ряде городов.
Матерью Федора Яковлевича и его брата Григория называют Прасковью Кирилловну Грязеву (дочь Кирилла Андреевича и сестру Ивана и Мины Кирилловичей Грязевых).

## Возвышение и служба
В 1648 году Мария Ильинична, дочь Ильи Даниловича Милославского принадлежащего к второй ветви рода Милославских (происходившей от Ильи Терентьевича) стала российской царицей. Это привело к возвышению ряда её близких и дальних родственников. В их числе был и Федор Яковлевич
Фёдор Яковлевич в 1648 году стал стольником и окольничим. В 1658 году он был окольничим и стольником получая с передачей ему поместной 1000 чети оклад в 120 рублей.

### Уфимский уезд
В 1649—1652(также указывают 1651 год) годы Фёдор Яковлевич был воеводой Уфы и уезда. В 1651 году он по приказу царя участвовал в разрешении земельного спора между татарами, возглавляемыми Байзигитом Байчуриним и башкирами, возглавляемыми Тойгильде Чермышевым. Направленные к месту спора уфимские приставы Степан Уржумцов и Иван Рукавишников провели опрос 174 местных жителей относительно угодий, изучили документы конфликтующих сторон. Опрашивали татар, башкир, удмуртов.
Приставы установили, что спорная земля по документам входила в состав вотчин салагушских башкир, в их пользу и был вынесен вердикт.

### Персия
Подобно Ивану Кирилловичу Грязеву Фёдор Яковлевич также занимался дипломатией.
4 мая 1662 года в связи с путешествием в Кизыльбашскую землю Фёдор Яковлевич был принят Алексеем Михайловичем и пожалован вместе с товарищами.
В 1662—1664 годы (Башкирская энциклопедия), или с 1664 года или первоначально в 1662 году.
, а с 1664 года вторично был направлен послом в Персию.
Окольничий Фёдор Яковлевич. Милославский, вместе с помогавшими ему стольниками Федор Саввичем Нарбековым и дьяком В. Ушаковым.
Ради заключения выгодного для России договора в числе подарков, которые Фёдор Яковлевич с товарищами должны были передать шаху Аббасу II был большой орган:
«…Органы большие в дереве чёрном немецком с резью, о трех голосах, четвёртый голос заводной, самоигральной; а в них 18 ящиков, а на ящиках и на органах 38 травок позолоченых…» Посольство сопровождал мастер и музыкант Симон Гутовский
Осенью 1664 года посольство вернулось. Шах Аббас разрешил русским купцам беспошлинно торговать на всех принадлежащих ему землях. Особой просьбой шаха было прислать ему второй орган. Алексей Михайлович своим указом распорядился начать «строить» новый орган на этот раз на 500 труб и 12 регистров. Экспедиция кроме развития торговли способствовала ввозу в Россию лечебных трав